# 星桥站 (中国铁路)
星桥站是一个宣杭铁路上的铁路车站，位于浙江省杭州市临平区（原余杭区）星桥街道，2005年随宣杭铁路复线的开通而启用，2011年复线化。车站目前由上海铁路局乔司直属站管理，为五等站，办理货运列车通过、会让、待避作业，不办理客货运业务。
根据杭州铁路枢纽相关规划，车站未来将在附近兴建物流基地以承接原仓前站和临平站的货运业务。